# Historia ecclesiastica gentis Anglorum

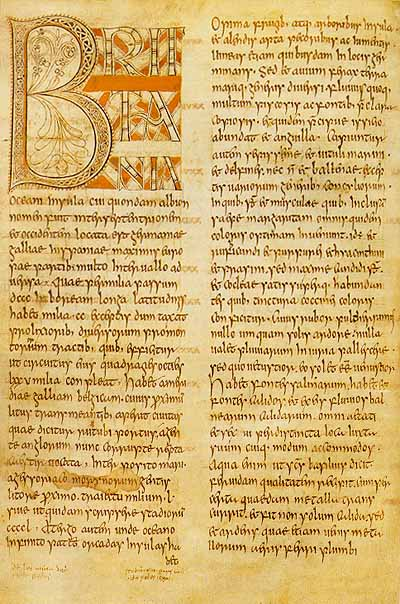
Beda művének egy lapja

A Historia ecclesiastica gentis Anglorum („Angol egyháztörténet”, angolul Ecclesiastical History of the English People) Beda Venerabilis latin nyelven írt műve. Az angol egyház történetéről és általában Anglia történelméről szól. Középpontjában a római katolikus egyház és a kelta kereszténység konfliktusa áll. Ebben a műben emlékezik meg az anglik népéről is.
Az egyik legfontosabb, eredeti forrásnak tekintik, mely az angolszász történelmet dolgozza fel. Feltehetőleg 731-ben készült el teljesen, amikor Beda körülbelül 60 éves lehetett.

## Fordítás
- Ez a szócikk részben vagy egészben a Historia ecclesiastica gentis Anglorum című angol Wikipédia-szócikk fordításán alapul.  Az eredeti cikk szerkesztőit annak laptörténete sorolja fel. Ez a jelzés csupán a megfogalmazás eredetét és a szerzői jogokat jelzi, nem szolgál a cikkben szereplő információk forrásmegjelöléseként.